# Unione Sportiva Casertana 1990-1991
Questa voce raccoglie le informazioni riguardanti l'Unione Sportiva Casertana nelle competizioni ufficiali della stagione 1990-1991.

## Rosa
| N. |                   | Ruolo | Calciatore           |
| -- | ----------------- | ----- | -------------------- |
|    | Italia (bandiera) | A     | Leonardo Aiello      |
|    | Italia (bandiera) | P     | Luca Bucci           |
|    | Italia (bandiera) | C     | Fabio Bucciarelli    |
|    | Italia (bandiera) | A     | Salvatore Campilongo |
|    | Italia (bandiera) | A     | Raffaele Cerbone     |
|    | Italia (bandiera) | C     | Giuseppe Cristiano   |
|    | Italia (bandiera) | C     | Luigi Erbaggio       |
|    | Italia (bandiera) | C     | Rosario Esposito     |
|    | Italia (bandiera) | C     | Domenico Giacomarro  |
|    | Italia (bandiera) | D     | Amedeo Amoresano     |
|    | Italia (bandiera) | P     | Gianpaolo Grudina    |
|    | Italia (bandiera) | C     | Dario Levanto        |

| N. |                   | Ruolo | Calciatore        |
| -- | ----------------- | ----- | ----------------- |
|    | Italia (bandiera) |       | Macrì             |
|    | Italia (bandiera) | C     | Andrea Manzo      |
|    | Italia (bandiera) | D     | Gennaro Monaco    |
|    | Italia (bandiera) | D     | Fabio Petruzzi    |
|    | Italia (bandiera) | D     | Teodoro Piccinno  |
|    | Italia (bandiera) | C     | Luigi Rocca       |
|    | Italia (bandiera) | A     | Roberto Rovani    |
|    | Italia (bandiera) | D     | Marco Serra       |
|    | Italia (bandiera) | C     | Francesco Statuto |
|    | Italia (bandiera) | C     | Pasquale Suppa    |
|    | Italia (bandiera) | D     | Giorgio Taormina  |

## Risultati

### Serie C1

#### Girone di andata
| 16 settembre 1990 1ª giornata | Torres | 1 – 0 | Casertana |  |

| 23 settembre 1990 2ª giornata | Casertana | 2 – 3 | Perugia |  |

| 30 settembre 1990 3ª giornata | Catania | 0 – 1 | Casertana |  |

| 7 ottobre 1990 4ª giornata | Casertana | 1 – 1 | Casarano |  |

| 14 ottobre 1990 5ª giornata | Licata | 0 – 0 | Casertana |  |

| 21 ottobre 1990 6ª giornata | Campania Puteolana | 1 – 2 | Casertana |  |

| 4 novembre 1990 7ª giornata | Casertana | 1 – 0 | Siracusa |  |

| 11 novembre 1990 8ª giornata | Palermo | 2 – 0 | Casertana |  |

| Arbitro: | Daniele Tombolini (Ancona) |

|                 |           |                   |
| Marco Serra 25’ | Marcatori | 59’ (rig.) Troise |

| 25 novembre 1990 10ª giornata | Casertana | 0 – 0 | Fidelis Andria |  |

| 2 dicembre 1990 11ª giornata | Catanzaro | 0 – 0 | Casertana |  |

| 9 dicembre 1990 12ª giornata | Casertana | 2 – 2 | Arezzo |  |

| 16 dicembre 1990 13ª giornata | Battipagliese | 1 – 1 | Casertana |  |

| 30 dicembre 1990 14ª giornata | Giarre | 0 – 0 | Casertana |  |

| 6 gennaio 1991 15ª giornata | Casertana | 1 – 0 | Siena |  |

| 13 gennaio 1991 16ª giornata | Monopoli | 1 – 0 | Casertana |  |

| 20 gennaio 1991 17ª giornata | Casertana | 2 – 1 | Ternana |  |

#### Girone di ritorno
| 3 febbraio 1991 18ª giornata | Casertana | 2 – 0 | Torres |  |

| 10 febbraio 1991 19ª giornata | Perugia | 0 – 0 | Casertana |  |

| 17 febbraio 1991 20ª giornata | Casertana | 0 – 0 | Catania |  |

| 24 febbraio 1991 21ª giornata | Casarano | 0 – 0 | Casertana |  |

| 3 marzo 1991 22ª giornata | Casertana | 3 – 0 | Licata |  |

| 17 marzo 1991 23ª giornata | Casertana | 2 – 0 | Campania Puteolana |  |

| 24 marzo 1991 24ª giornata | Siracusa | 0 – 2 | Casertana |  |

| 30 marzo 1991 25ª giornata | Casertana | 2 – 0 | Palermo |  |

| Nola 7 aprile 1991 26ª giornata | Nola                        | 0 – 0 | Casertana | Stadio Comunale Piazza d'Armi (5000 spett.)\| Arbitro: \| Libero Brignoccoli (Ancona) \| |
| Arbitro:                        | Libero Brignoccoli (Ancona) |       |           |                                                                                          |

| 14 aprile 1991 27ª giornata | Fidelis Andria | 1 – 1 | Casertana |  |

| 28 aprile 1991 28ª giornata | Casertana | 1 – 0 | Catanzaro |  |

| 5 maggio 1991 29ª giornata | Arezzo | 0 – 0 | Casertana |  |

| 12 maggio 1991 30ª giornata | Casertana | 3 – 0 | Battipagliese |  |

| 19 maggio 1991 31ª giornata | Casertana | 2 – 0 | Giarre |  |

| 26 maggio 1991 32ª giornata | Siena | 0 – 0 | Casertana |  |

| 2 giugno 1991 33ª giornata | Casertana | 3 – 0 | Monopoli |  |

| 9 giugno 1991 34ª giornata | Ternana | 1 – 6 | Casertana |  |